# Длакави пољски брест
Длакави пољски брест (Ulmus canescens) се данас сматра посебном врстом, а усвојен је научни назив који је дао Melville 1957. године. Има доста полемика о томе да је само подврста пољског бреста (U. minor subsp. canescens (Melville) Browicz & Ziel. (1977)). Епитет врсте значи покривен белим длачицама.

## Синоними
Ulmus tortuosa Host (1827); nemoralis Fraas (1845); glabra Mill. var. pilifera Borbas (1881); pilifera Borbas (1891); minor Mill. (1850); campestris L. var. dalmatica Baldacci (1891); tetrandra Sckk. (1897); campestris L. var. australis Henry (1913); procera Salisb. (1924); wissotzkyi Kotov (1940). Аутори синонима сврставају га у варијетете брдског или пољских брестова дајући му име по деловима ареала (dalmatica, australis (јужни)), док га неки уздижу на ниво врсте додељујући му епетете по морфолошким особинама: висок (procera), са четири прашника (tetrandra), кривудав (tortuosa – односи се на гранчице), шумски (nemoralis), длакав (pilifera, glabra)...

## Опис врсте
Дрво високо од 25 до 30 m, са круном различитог облика, густине и других својстава. Округласта круна је најчешћа и јавља се као последица симподијалног гранања. Такве су круне густе, са полувисећим гранчицама по ободу. Среће се и уже или шире јајаста, густа и са крутим гранама, а описана је и широка, неправилно јајаста круна, лабавих, лучно повијених грана. Једногодишње гранчице длакаве. Кора обично дебела, грубо неправилно, претежно уздужно, испуцала, варијабилна. Коренов систем добро развијен, срчаница се брзо губи. Лисни пупољци 2.5 до 5 mm дуги, уско јајасти, слабо зашиљени. Љуспе су тамносмеђе са дугим трепавичастим длакама по ободу, а по леђној страни прилегло беличасто длакаве.
Листови краткораста неправилно елиптични, кратко зашиљени, дуги 3–8 cm, краћи и сразмерно шири од U. minor Miller. Лице је голо и глатко, ређе рапаво, а наличје гушће или ређе длакаво, са чуперцима длачица у пазуху нерава, којих је 10-16, најчешће 12-13. Зупци по ободу двоструки или прости. Петељка обично длакава.
Цветни пупољци јављају се бочно, округли су и тупог врха отклоњеног од избојка. Цвета крајем фебруара. Цветови се јављају бочно у главичастим цвастима, са просечно 15-17 цветова у једној цвасти. Перијант има најчешће 5-6 режњева али их може бити и више од 8. Они су споља карминцрвени или љубичасти, а по ободу са дугим беличастим или смеђим трепавичастим длакама. Прашници са љубичастим антерама, има их 4-5 у цвету. Жигови су густо ресасти, ружичасти, ретко беличасти.
Плодови, просечно око 16–18 mm дуги, шире или уже објајасти, округласти или правилно елиптични. Карактеристична је црвена боја плодова пре сазревања и рђасти руб када је плод зрео (друга половина априла). Семе је у средишту плода.

## Ареал
Природни ареал се протеже кроз земље централног и источног Медитерана, од јужне Италије, Сицилије, Малте, Крита, Родоса, Кипра и Турске, до крајњег југа Израела, где се сматра ретком и угроженом врстом. Обично се налазе усред релативно влажнијих приморских станишта у шумама и жбунастим заједницама (макијама).

## Значај
У природи врста је полиморфна. Ulmus canescens f. suberosa (Georg. et Mor.) Janj. обухвата облике са плутом на младим гранчицама; var. latifolia Janj. са кратким, широким листовима краткозашиљеног врха; var. myrtifolia Janj. са кратким и уским, елиптичним листовима; var. rotundifolia Janj. са округластим листовима.
С обзиром да је врста врло осетљива на холандску болест, нема унутарврсних клонова који би се примењивали у хортикултури и пејзажној архитектури, а занемариво је и њено учешће у хибридизацији.